# ناو تاكاموري
ناو تاكاموري (باليابانية: 高森奈緒) مواليد 10 أكتوبر 1973، هي مؤدية أصوات يابانية من تشيبا.

## الأعمال

### مسلسلات أنمي تلفزيونية
- باكوجان
- المحقق كونان
- الطاقة الزرقاء

### ألعاب فيديو
- القنفذ سونيك

### دبلجة
- غير قابل للكسر
- الضياع
- كوري إن ذا هاوس

## وصلات خارجية
- ناو تاكاموري على موقع IMDb (الإنجليزية)
- ناو تاكاموري على موقع قاعدة بيانات الفيلم (الإنجليزية)
- ناو تاكاموري على موقع ANN person (الإنجليزية)
- ناو تاكاموري  في شبكة أخبار الأنمي